# Солища
Солища̀ е село в Южна България. То се намира в община Смолян, област Смолян.

## География
Село Солища е разположено в планински район, който обхваща най-високата част на Родопите – Перелишкия масив. Той е изграден от вулканични скали, предимо риолити. Тук се издигат най-високият връх на Родопите – Голям Перелик (2191 м), връх Малък Перелик (2147 м), а на запад от тях – Шилестата чука (2188 м), която днес се нарича връх Орфей. В северния край на селото се извисява Солийски връх (1649 м).
Солища отстои на 4 км от средищното селище Широка лъка, на 26 км от гр. Смолян, на 24 км от гр. Девин, на 24 км от гр. Чепеларе и на 16 км от курорта Пампорово. Разстоянието по маршрута Солища – хижа „Перелик“ е ок. 3 км. Селото е отворено към централната пътна мрежа, идваща от Пловдив – Кричим – Девин – Широка лъка – Смолян.
От Перелишкия масив се стичат много потоци, които на места образуват малки водопади и вирове („Казанът“) и оформят оттока на река Луковица (Солицка), приток на Широколъшка река и р. Въча. Селото е водоснабдено от два планински извора.
Растителността е богата на лековити билки и „чайове“ – мащерка, риган, жълт кантарион. Виреят ядливи гъби – манатарка, сърнела, пачи крак, рижика, масловка, ливадна и горска анасонова печурка и др. В района растат малини, черни и червени боровинки, разнообразни цветя и плодове – ябълки, круши, череши, сливи. Основна култура в Солища са картофите; някога около селото са сеели пшеница, ръж, овес и ечемик. В горите и из поляните се срещат мечки, вълци, лисици, сърни, диви свине, зайци, катерици, таралежи и др. Някога във всяко семейство са гледали крави, коне, мулета и волове.
Село Солища има южно и отчасти източно изложение. Това, заедно с умереноконтиненталния климат и средната надморска височина от 1369 м, благоприятства развитието на вековни иглолистни гори.

## Природни забележителности

### Черночето
Една от неповторимите природни красоти на селото е 300-годишната защитена борова гора, която местните жители наричат гальовно Черночето. Наименованието произлиза от думата „чернок“, която преведена от родопски диалект, означава „черен бор“. Има дървета, толкова големи, че не могат да бъдат обгърнати с две ръце. Черночето е един от символите на селото.

### Турлата
Връх Турлата е силно изразена геоморфоложка форма, която отдалеч прилича на купа сено, издигната пред село Солища сред обширните ливади на съседното село Стикъл. Южните му склонове са скалисти, обилно обрасли с трева, а северните са гъсто покрити с елови гори. Върхът е висок 1822 м и от него се разкрива широка гледка към южните склонове на родопския рид Чернатица и към малката широколъшка долина.
В началото на X век на самия връх е била съградена голяма крепост, чиито останки личат до днес.

## История
Има различни версии за произхода на името на селото. Една от тях гласи, че когато в края на XVII век тук дошли първите заселници и започнали да строят, те намерили останки от някогашни тракийски селища (селища – солища). Друга версия е, че на мястото на днешното село (тъй като Солища е разположено на южния склон на Солийски връх и тук най-бързо се стопява снегът) старите овчари са „кърмили“ стадата си със сол (солище – място, където се поставят буците каменна сол за добитъка).

### ЦъркватаСвета Неделя
Важна част от историята на селото е построяването на църквата „Света Неделя“.
Към края на XIX век (в годините след Освобождението) обществениците и майсторите на село Солища замислили строеж на своя църква. Цялостната подготовка продължила няколко години. Създадена била специална комисия за целта, чиито членове били освен солийци, също така и жители на близките села, в които вече били построени църкви (с. Широка лъка, с. Стойките и с. Върбово). Комисията отговаряла предимно за набирането на средства и за прогреса на работата.
Ръководството на строежа се поело от неукия, но сръчен майстор Филю Корбаджиев. Той, заедно със Стоян Стоенбашов, направил проект на църквата и започнали изпълнението му. Жителите на село Солища се откроили с изключителния си ентусиазъм да съградят своя църква с общи усилия. Когато започнал строежът на църквата, повечето зидари и гурбетчии се завърнали да помагат за изграждането ѝ. Цели семейства били отдадени на това дело.
През 1892 г. строежът на църквата бил завършен. Нарекли я Света Неделя, защото в този район на Родопите за патронни светци се избирали предимно такива, които се честват през летните месеци, защото на този празник се организират големи тържества и събори.
Църквата е осветена от Пловдивския митрополит Натанаил през 1894 г.
Камбанарията, отново по проект на Филю Корбаджиев, била построена през 1897 г. Знае се, че майсторът предварително съвсем точно изчислил колко камъни са необходими за строежа, за да стане висок петнадесет метра над земята и четири-пет метра под нея. Дарено е сребро, което е сложено в сместа при отливане на камбаната, затова бистрият ѝ звън отеква чак на връх Карлък и съседните села.

## Религия
По трасето на римския път, който покрай връх Карлък отивал в югоизточна посока към Беломорието, е навлязло в този висок и труднодостъпен район и християнството. Днес населението на село Солища е изцяло източноправославно. За деня на Въздвижение на Светия Кръст Господен (Кръстовден) – 14 септември – през 2013 година на хълма над селото е издигнат десетметров железен кръст, който се озарява при залез слънце и се вижда от околните села Гела, Стикъл и Стойките. Майстор на кръста е местният жител, бивш военен парашутист, Иван Караджов.

## Параклиси и сборове
За жителите на Солища съборите са чакани събития, места за отмора, веселби и роднински срещи. Сборовете тук са истински празници за сетивата и душата.

### Спасовден
На Спасовден солищенци правят събор на Солийски връх, качват се по стръмните пътеки и горе правят курбан, наломват пити за здраве и сядат на обща трапеза – палят свещичка и я залепят на Големия камък. Тук някога е имало църковище (параклис), което местните жители наричат и днес „Св. Спас“, а преданието твърди, че е по-старо от сегашното население. Мястото е свещено и хората спазват традициите. Върхът е труднодостъпен и няма водоизточник. Смята се, че той е закрилник на селото от северния студен вятър и че спира градушките.

### Света Неделя
За събора на Света Неделя още от предната седмица започва почистването на домовете, изпирането на чергите, халищата и одеялата. Всяко семейство приготвя специална храна за празничната трапеза. Стопанинът заколва осветеното за курбана агне, а домакинята разточва родопската баница „клин“. В деня на празника камбаната на селската църква „Св. Неделя“ бие рано и започва празничната литургия. Докато домакините посрещат гостите си на „Шоковата ливада“ (или на „хорището“), където се провежда съборът, търговците подреждат сергиите си, а децата са първите им клиенти. На събора има скара – (кебапчета) и свири оркестър. Гайдите не секват, а най-весело става, когато подхванат ситно-ситно „на рипкане“.

### Осиката
На деня след църковния празник някога се е провеждал събор сред нивите и горите на местността Осиката. След като изкупили земята, солищенци решили да построят параклис, който да се вижда от двете села – Солища и Гращица. За патрон на параклиса избрали Св. Прокопий. Тъй като по-голямата част от нивите на солищенци били на Осиката, а жътвата и коситбата започвали от средата на лятото, за да преуспяват в работата си, те се осланяли на Св. Прокопий – преуспяващ. На този ден, рано сутрин, църковните настоятели идвали на Осиката. Отваряли параклиса, почиствали го, след това колели докарания за курбан овен (винаги мъжко животно). Задимявали огньовете на чевермеджиите, а под елите на хорището се подреждали тезгясите на кръчмарите. След продължилото около час-два веселие, от трапезите ставали първо мъжете и със съпровод на гайди повеждали хоро. Първо се играело „старско хоро“. Бавно пристъпвали възрастните мъже и тежко отпявали. После се хващали младите и ставало по-живо.
Традицията била прекъсната през 1950 г. „по политически съображения“. Летописецът разказва:
Мъжете седнаха до параклиса, извадиха шишетата с ракия и след първите глътки и горчивия коментар, запяха. Жените клекнаха до тях, пак наломиха, както преди – за здраве, и извадиха от торбите хляба, сиренце, клин. Нямаше курбан, нямаше чеверме... Жените започнаха да си бършат сълзите, дигаха мъжете да тръгнат, а Тодор Филев (най-трезвен) запя хороводна песен и ги поведе с гайдата към хорището. Провикна се високо: „Край, нема сбор, нема Осика!“
През 1992 г. солищенци решават да възстановят параклиса Св. Прокопий с пари, събрани чрез дарения. Но поруганата традиция така и не се възобновява...

### Чуриката
На най-високата част на Родопите – под върха Перелик (Солищенско землище), има обновен параклис. Широката поляна пред него се нарича Чурика. Праклисът е посветен на християнските мъченици Кирик и майка му Юлита. В тяхна чест всяка година на 15 юли тук се провежда събор с курбан, съпровождан от звуците на родопска „каба-гайда“.

## Заселници
След 1970 г. започва заселването на Солища с „пришълци“ главно от големите градове София, Пловдив, Варна и др. Някои градят вили и дори се установяват за постоянно. Други – като популярния актьор Никола Тодев и съпругата му, актрисата Златина Тодева, или писателя и преводач Венцеслав Константинов – съживяват стари, често порутени къщи и прекарват тук топлите месеци в отмора и творчески размисли.

## Личности
- В периода 1896-1900 година в село Солища работи като учител Екзарх Стефан I (със светско име Стоян Попгеоргиев Шоков).
- Тук е вилата на първата жена летец в България – Мария Атанасова, за която село Солища е било мястото за връзка с Космоса.
- Тук е старинната къща на писателя и преводач Венцеслав Константинов.
- Родното място на признатия гайдар и майстор на гайди Тодор Шишков (1899 – 1965) – участвал в състав „100 каба гайди“; получил отлична награда от национален фолклорен събор „Рожен“ през 1961 за индивидуален изпълнител.

## Население
През 1934 г. селото е наброявало 442 души. Днес постоянните жители на Солища са 34 души, но през лятото населението достига до 300 души с почиващи, туристи и „виладжии“.

## Галерия
- Карлък след буря
- Турлата
- Турлата откъм юг
- Родопска манатарка
- Родопска сова
- Родопска кърмилница
- Старото дърво
- Заселници в Солища
- Казанът